# 잭 고언

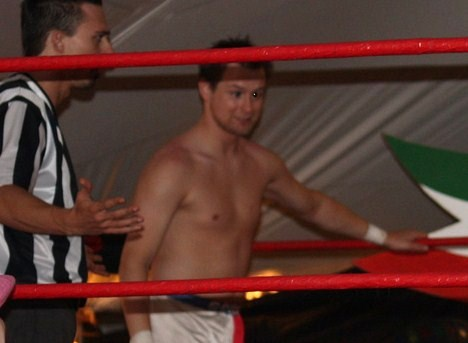
잭 고언

재커리 고언(Zachary Gowen, 1983년 3월 30일 ~ )은 미국의 외발 프로레슬링 선수다.

## 생에
8살때 골육종에 걸려 왼발을 절단하였으나, 프로레슬러의 꿈을 품고 트루스 마티니 밑에서 교육을 받아 2002년 프로레슬링에 입문했다. 2003년 5월, 미스터 아메리카의 팬이라는 설정으로 데뷔하였다. 이후 WWE와 계약을 목표로 이에 반대하는 빈스 맥마흔과의 스토리가 전개된다. 빈스의 괴롭힘을 당하면서도 WWE 계약을 건 빅 쇼와의 경기에서 커트 앵글, 브록 레스너의 도움을 받아 문설트 프레스로 승리하였다. 같은 해 열린 벤전스에서 빈스와의 일대일 대결에서는 패하였다. 2004년 2월 WWE에서 해고되었다. 해고 이유는 소행 불량으로, 친구에게 WWE의 향후 스토리를 누설했다고도 전해지고 있으나, 본인은 부정하고 있다. 해고 후 TNA에서 조금 활동하다가, 미국의 인디 단체를 중심으로 활동하였다. 2007년부터 JCW에서 활동하였지만, 2008년 약물 중독 및 소행 불량으로 계약을 중단하였다. 하지만, 2011년부터는 다시 계약하여 활동하고 있다.